# 鹿児島海軍航空隊
鹿児島海軍航空隊（かごしまかいぐんこうくうたい）は、日本海軍の部隊・教育機関の一つ。太平洋戦争の開戦に伴い、海軍航空兵力の増強を図るため、搭乗・整備に至る前の予科練の練成を行うべく発足した。

## 沿革
太平洋戦争の開戦と同時に、海軍航空隊は各地で戦果を挙げ、時勢は一挙に航空主兵に傾いてきた。戦線の拡大とともに、航空隊要員の大増強が要求され、練成航空隊の増強も不可欠となった。入門者が実機に触れるまでの基礎学習を行う予科練も大増強が要求され、予科練教育を一手に引き受けていた土浦海軍航空隊だけでは任務遂行は不可能であった。
そこで、開戦前から海軍が接収していた鹿児島県鹿児島市郡元町の鴨池海岸にあった鹿児島市営水陸両用飛行場に第三の予科練航空隊として鹿児島空が開かれた。当初は予科練4コースのうち、促成訓練を受ける甲種飛行生を主体に受け入れる予定であった。しかし、開隊直前にミッドウェー海戦で惨敗を喫したこともあり、伝統的な慣熟教育を受ける乙種飛行生の受け入れを並行して行うことになり、土浦空で問題視されていた甲乙飛行生の敵対を解消する甲乙分離策は早くも頓挫した。
- 1943年（昭和18年）
  - 4月1日 - 落成・開隊。第19連合航空隊を新編。甲飛第12期前期の一部入隊
  - 5月1日 - 乙飛第20期の一部入隊(20年3月20日卒業)
  - 8月1日 - 甲飛第12期後期の一部入隊(19年3月卒業)
  - 10月1日 - 甲飛第13期前期の一部入隊(19年5月卒業)
  - 12月1日 - 乙飛第21期の一部入隊(20年3月20日卒業、最後の卒業生)
- 1944年（昭和19年）
  - 5月15日 - 福岡県糸島郡に小富士分遣隊発足
  - 6月1日 - 乙飛第22期の一部入隊
  - 7月1日 - 小富士分遣隊を福岡海軍航空隊に移譲
  - 8月1日 - 乙飛第23期の一部入隊。
  - 9月1日 - 卒業生の飛行練習課程凍結
  - 12月1日 - 乙飛第24期の一部入隊(最後の乙飛)
- 1945年（昭和20年）
  - 3月1日 - 19連空解散。横須賀鎮守府隷下第20連合航空隊に転籍
  - 3月18日 - 鴨池飛行場に敵機動部隊襲来。以後、飛行場を中心に空襲が続発
  - 6月1日 - 予科練教育凍結
  - 6月17日 - 鹿児島大空襲により市街地壊滅
  - 7月20日 - 解隊

開戦直前には錦江湾を真珠湾に見立て、真珠湾奇襲部隊の雷撃隊が訓練に供用した飛行場として知られ、鹿児島飛行場を原隊として指定された実戦航空隊もあったことからもわかるように、鴨池飛行場は実戦部隊にも重視された。そこに間借りした教育隊の鹿児島空は、末期には拠点襲撃のための空襲に巻き込まれ、生徒にも犠牲者が出た。鴨池飛行場は特攻機地に指定されなかったため、鹿児島空は出水・国分・串良など他の教育部隊のように施設明け渡し・疎開移転措置はとられなかった。しかし、全国の予科練航空隊と同様に、6月をもって教育を凍結し、陸戦教育・陣地構築要員に転換され、終戦を待たず解散した。
はだしのゲンでは主人公の兄弟の一番上の兄が予科練に志願して鹿児島県の海軍飛行場で訓練を受けるという設定になっている。

## 戦後の鹿児島海軍航空隊跡

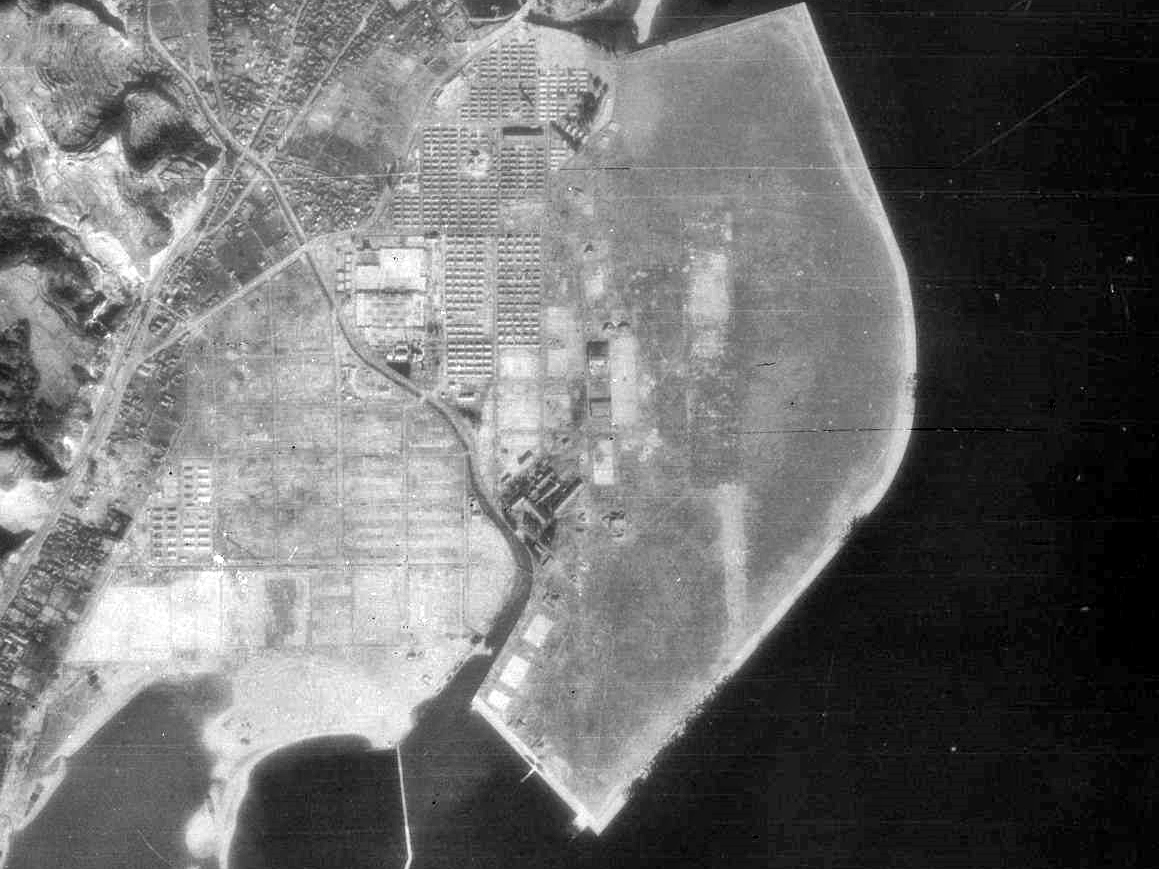
鹿児島海軍航空隊跡地の空中写真（1947年）

戦前の昭和7年に奄美・沖縄航空路の起点として設置された民間空港でもあったことから、昭和32年より空港を再開し、鹿児島市民から「鴨池空港」の通称で親しまれた。しかし、市街地の海岸沿いに展開する手狭な空港であったため、騒音被害や増便の限界など、都市近郊の空港が共通して抱える諸問題が噴出した。
再開から10年目、昭和47年をもって、旧海軍が溝辺町（現霧島市）に設置していた旧第二国分飛行場跡に「溝辺空港」こと鹿児島空港を開港し、鴨池空港は閉鎖された。跡地にはまもなく鴨池ニュータウンが開かれ、オフィスや商用施設の建設が続行した。バブル時代には県庁や警察本部、第二合同庁舎などの行政機関が移転を果たし、錦江湾臨海ウォーターフロントの一翼を担うエリアとなった。

## 主要機種
教育訓練部隊のため、航空機の配属はない。

## 歴代司令
- 神岡重雄：昭和18年4月1日 -
- 飛田健二郎：昭和19年7月1日 -
- 森本丞 予備少将：昭和20年3月15日 - 7月10日